# بوب أكين
بوب أكين (بالإنجليزية: Bob Akin)‏ هو سائق سيارة سباق أمريكي، ولد في 6 مارس 1936 في تاريتاون في الولايات المتحدة، وتوفي في 29 أبريل 2002 في أتلانتا في الولايات المتحدة.

## وصلات خارجية
- بوب أكين على موقع DriverDB.com (الإنجليزية)